# Brotterode-Trusetal
Brotterode-Trusetal è una città di 5 864 abitanti della Turingia, in Germania.
Appartiene al circondario (Landkreis) di Smalcalda-Meiningen (targa SM).

## Storia
La città di Brotterode-Trusetal fu istituita il 1º dicembre 2011 dalla fusione della città di Brotterode con il comune di Trusetal.